# Böddensell
Böddensell là một đô thị ở huyện Börde thuộc bang Sachsen-Anhalt, nước Đức. Đô thị Böddensell có diện tích 6,99 km², dân số thời điểm ngày 31 tháng 12 năm 2006 là 243 người.